# Pione concharum
Pione concharum är en svampdjursart som först beskrevs av Thiele 1898.  Pione concharum ingår i släktet Pione och familjen borrsvampar. Inga underarter finns listade i Catalogue of Life.